# NGC 4975
NGC 4975 est une galaxie lenticulaire située dans la constellation de la Vierge. Sa vitesse par rapport au fond diffus cosmologique est de 5 541 ± 50 km/s, ce qui correspond à une distance de Hubble de 81,7 ± 5,8 Mpc (∼266 millions d'al). NGC 4975 a été découverte par l'astronome britannique John Herschel en 1830.
À ce jour, une mesure non basée sur le décalage vers le rouge (redshift) donne une distance d'environ 60,300 Mpc (∼197 millions d'al). Cette valeur est à l'extérieur des valeurs de la distance de Hubble. Notons cependant que c'est avec la valeur moyenne des mesures indépendantes, lorsqu'elles existent, que la base de données NASA/IPAC calcule le diamètre d'une galaxie et qu'en conséquence le diamètre de NGC 4975 pourrait être d'environ 24,3 kpc (∼79 300 al) si on utilisait la distance de Hubble pour le calculer.

## Supernova
La supernova SN 1968aa a été découverte dans NGC 4975 le 23 avril 1968 par un dénommé Mnatskanian. Le type de cette supernova n'a pas été déterminé.